# Verano de amor
Verano de amor es una telenovela mexicana producida por Pedro Damián para Televisa. Se trata de una adaptación de la telenovela argentina Verano del 98; consecuentemente, se modificaron los personajes originales y se adaptaron sus perfiles para la audiencia mexicana.
Se estrenó el 9 de febrero de 2009 en el horario de las 19:00, que retoma el horario de las telenovelas juveniles, las cuales dejaron de transmitirse en el 2007. Al igual que la versión original, se usó como locación un pueblo costero: Tlacotalpan, en el estado de Veracruz.
Protagonizada por Dulce María y Gonzalo García Vivanco, con las participaciones antagónicas de Juan Ferrara, Lola Merino, María Elisa Camargo, Yessica Salazar y Ari Borovoy, contó además con las actuaciones estelares de Enrique Rocha, Mark Tacher, Luz María Jerez, Christina Mason, Brandon Peniche, Pablo Lyle y Esmeralda Pimentel.

## Sinopsis
En el pueblo de Tlacotalpan surgen amistades entrañables llenas de amor y cariño cuyos lazos se han forjado desde años atrás. Miranda (Dulce María), Baldomero (Pablo Lyle), Zoe (Cristina Mason) y Dylan (Brandon Peniche) han crecido queriéndose como hermanos y queriéndose como tal aunque los cuatro son completamente diferentes, cada año estos amigos se reúnen en una isla para pedir un deseo ante la playa donde los cuatro desean estar siempre juntos sin saber que poco a poco sus vidas se tornaran muy complicadas en la eterna búsqueda del amor.
Años más tarde los cuatro crecen buscando nuevas metas Baldomero y Miranda deben luchar por ser felices y mantener a su madre Reyna (María Fernanda García) y su pequeña hermana Berenice (Natasha Dupeyrón) quienes sufrieron el abandono de su padre, así mismo Baldomero sueña con ser una rock star muy famoso, Zoe vive con su hermana Flora (Victoria Díaz Arango) quien queda embarazada de su última relación amorosa y debe luchar por su felicidad, Dylan vive junto a sus papas Federico (Felipe Nájera) y Frida (Sharis Cid), el doctor del pueblo y una chef con un programa de televisión local, Dylan sueña con volverse un famoso director de cine.
Por otra parte Sofía (Lola Merino) llega al pueblo decepcionada por su reciente divorcio del millonario Othon Villalba (Juan Ferrara) después de descubrir que tenía una amante, los hijos de Sofía, Dana (Karla Souza) y Mauro (Gonzalo García Vivanco) no parecen estar nada contentos con la decisión de su madre de vivir en Tlacotalpan. Othon se niega a que su mujer viva en el pueblo por ser el lugar donde vivía su amante a quien dejó embarazada sin saberlo Sofía y Flora se vuelven grandes amigas teniendo en común sentirse decepcionadas de sus parejas sin saber que se trata de la misma persona.
Uno de los hombres más respetados del pueblo, Don Vito (Enrique Rocha) y su esposa Aura (Luz María Jerez) deben recibir a sus nietos Isabella (María Elisa Camargo) y Enzo (Yago Muñoz) quienes después de la partida de su padre y la desaparición de su madre deben irse con los abuelos, Vito guarda celosamente el secreto del paradero de su hijo para evitar que sufran por la terrible verdad, Isa se convierte en una de las jóvenes más perseguidas por los muchachos del pueblo pero esta se interesa en Dylan con quien parece llevarse muy bien, por su parte Enzo vive pretendiendo muchachas y tratando de convertirse en un conquistador y así logra convertirse en amigo de Berenice la hermana de Miranda quien está enamorada de Enzo.
En Zoe surgen los celos al ver la relación de Isa con Dylan entonces descubre que esa locamente enamorada de su mejor amigo aunque lo niega ante todos incluso ante su hermana. Sofía usa sus ahorros para poner una tienda de discos en Tlacotalpan donde contrata a Baldomero y a Dylan, Baldomero lleva una relación no oficial con Ada (Esmeralda Pimentel) otra de las amigas del pueblo con quien tiene varios encuentros en un barco abandonado cuando Baldomero conoce a Sofía se enamora de ella aunque esta pudiera ser su madre, Baldomero empieza a pretender a Sofía con mensajes y canciones mismos que son malentendidos por Dana quien piensa van dirigidos a ella, entonces ésta se vuelve loca por Baldomero sin saber que es de su madre de quien está enamorado.
Por otra parte Dante (Mark Tacher) es un expresidiario que después de cumplir su condena regresa a Tlacotalpan para cobrar venganza a aquellas personas que lo metieron a prisión, en el pueblo empieza sentirse muy cercano a Flora y a la bebe que espera sin saberlo la venganza se convierte en amor por Flora aunque esta sigue enganchada contra su voluntad a Othon quien sigue acosándola por la niña que espera.
Mauro y Miranda tiene varios choques y conflictos provocados por el carácter explosivo de esta última, Miranda no soporta a Mauro por su actitud de sentirse más que otros, entonces surge entre ambos una profunda atracción en la que Mauro se encarga de jugar con el amor de Miranda por no saber como expresarle su amor. Así es como se crean amores, conflictos, desprecios, venganzas y todo durante el maravilloso Verano.

## Elenco
- Dulce María -  Miranda Perea Olmos
- Gonzalo García Vivanco - Mauro Villalba Duarte
- Enrique Rocha - Vito Roca Provenzano
- Juan Ferrara - Othon Villalba Limonquí
- Mark Tacher - Dante Escudero
- Lola Merino - Sofía Duarte
- Ana Layevska - Valeria Michel
- Ari Borovoy - Elías Lobo
- Victoria Díaz - Flora Palma
- Christina Mason - Zoe Palma
- Brandon Peniche - Dylan Carrasco Moret
- María Elisa Camargo - Isabela Roca Pineda
- Pablo Lyle - Baldomero Perea Olmos
- Natasha Dupeyrón  - Berenice Perea Olmos
- Carlos Speitzer - Narciso Sotelo Pérez
- Karla Souza - Dana Villalba Duarte
- Yago Muñoz - Enzo Roca Pineda
- Andrea Damián - Milena
- Esmeralda Pimentel - Adalberta "Ada" Claveria
- Mane de la Parra - Bruno
- Viviana Ramos - Jennifer Rodríguez
- Manuel Ojeda - Don Clemente Mata
- Rebeca Manríquez - Zulema
- Alan Estrada - Fabián Escudero
- Archie Lanfranco - William
- Jorge Ortín - Adrian Bonfiglio
- Fernando Robles - Donato
- Carmen Rodríguez - Eva
- Lourdes Canale - Etelvina García Rosales
- Sharis Cid - Frida Moret de Carrasco
- Analia del Mar - Feliciana Claveria
- María Fernanda García - Reyna Olmos
- Felipe Nájera - Federico Carrasco
- Luz María Jerez - Aura de Roca
- Yessica Salazar - Giovanna Reyes
- Michelle Renaud - Débora
- Gil Lozz - Héctor
- Imanol Landeta - Daniel Gurzan
- Rubén Cerda - Eleazar
- Manuel Landeta - Marcos Cesar
- Fernanda Castillo - Georgina "Gia"
- Fernanda Urdapilleta - Juana Fernández
- Tina Romero - Pura Guerra
- Jose Carlos Femat - Abogado de Othon
- Rossana San Juan - Celina
- José Pablo Minor - Billy
- Verónica Jaspeado - Greta
- Andrea Torre - Sandra Palacios
- Natalia Juárez - Jacqueline "Jackie" Torres
- Christopher Von Uckermann - El Zorro
- Santiago Salcido Toledo - Iván
- Arturo Andrade - Axel Gómez
- Ariane Pellicer - Adelina Olmos
- Eleazar Gómez - Cachito
- Diego de Erice - Gael Ángeles
- Lorena Herrera - Señora
- Mercedes Molto - Paulina Huerta
- Renée Varsi - Teresa Navarrete
- Eduardo Rodríguez - Jorge Cienfuegos
- Juan Ángel Esparza - Luis Armendariz
- Franco Gala - Lic. Hugo Montesinos

### Invitados
- Wisin y Yandel
- Fuzz
- Axel
- Paty Cantú
- Christopher Uckermann

## Temas musicales
El tema Verano de amor, interpretado por Dulce María, es el tema principal de la telenovela, que suena tanto en la entrada como en los créditos finales.
A medida que avanzaba la novela, se van introduciendo nuevos temas, como Light up the world tonight (por Christopher Uckermann) o Quiero mi vida (por la banda ficticia Bikini's), o Acostumbrado del dueto TUSH, por ejemplo.
Con el estreno de la segunda temporada, también se estrenó la nueva canción de la telenovela, Déjame ser, interpretada también por Dulce María, que es usada en la entrada de la telenovela.

## Premios y reconocimientos

### Premios People en Español 2009
| Categoría                  | Nominado(a)    | Resultado |
| -------------------------- | -------------- | --------- |
| Mejor Actor/Actriz Juvenil | Dulce María    | Nominada  |
| Mejor Actor/Actriz Juvenil | Gonzalo García | Nominado  |

### Premios TVyNovelas 2010
| Categoría           | Persona        | Resultado |
| ------------------- | -------------- | --------- |
| Mejor actor juvenil | Gonzalo García | Nominado  |